# Кузьмичёв, Виктор Игоревич
Ви́ктор И́горевич Кузьмичёв (19 марта 1992; Махачкала) — российский футболист, полузащитник.

## Карьера
Воспитанник футбольной школы «Анжи» и Академии имени Коноплёва. С 2010 года играл за молодёжные составы «Сатурна», «Анжи», «Рубина». В 2013 и 2014 годах играл в составе «Крыльев Советов». С марта 2015 года — в ереванском «Улиссе».
В 2012 году выиграл Кубок Содружества в составе сборной России U-21, сыграв три матча на турнире.
Завершил карьеру игрока в 2016. Тренер самарского клуба Like, с 2021 учитель физкультуры в школе № 26.